# Ефект шиммі
Ефект шиммі (англ. wobble, speed wobble, tank-slapper, death wobble) — виникнення швидких коливань (частотою 4…10 ), як правило, на кермових колесах транспортного засобу. У момент виникнення шиммі транспортний засіб загалом не схильний до впливу коливань, проте з наростанням їх амплітуди відбувається втрата керування через посилення рискання. Загроза розвитку шиммі теоретично існує у будь-яких транспортних засобів з однією точкою докладання керуючого впливу за наявності достатнього ступеня свободи рульового колеса, наприклад, мотоцикл, велосипед і скейтборд, а крім того, триколісні Легка авіація, здатні на землі розвивати швидкість понад 80 км/год. На більшості автомобілів ефект шиммі істотно не проявляється. Нестабільність, що передує розвитку ефекту, виникає, як правило, на великих швидкостях і за відчуттями приблизно відповідає характерним коливанням коліс магазинних візків або поведінці літакового шасі під час приземлення..